# Obsjtina Dolna Mitropolija
Obsjtina Dolna Mitropolija (bulgariska: Община Долна Митрополия) är en kommun i Bulgarien.   Den ligger i regionen Pleven, i den nordvästra delen av landet, 130 km nordost om huvudstaden Sofia.
Obsjtina Dolna Mitropolija delas in i:
- Bajkal
- Bivolare
- Bozjuritsa
- Bregare
- Gorna Mitropolija
- Komarevo
- Krusjovene
- Orechovitsa
- Pobeda
- Podem
- Riben
- Slavovitsa
- Stavertsi
- Trăstenik
- Gostilja

Följande samhällen finns i Obsjtina Dolna Mitropolija:
- Trăstenik
- Dolna Mitropolija

Trakten runt Obsjtina Dolna Mitropolija består till största delen av jordbruksmark. Runt Obsjtina Dolna Mitropolija är det ganska glesbefolkat, med 34 invånare per kvadratkilometer.